# Сен-Лоран-де-Бельзаго
Сен-Лора́н-де-Бельзаго́ (фр. Saint-Laurent-de-Belzagot) — коммуна во Франции, находится в регионе Пуату — Шаранта. Департамент — Шаранта. Входит в состав кантона Монморо-Сен-Сибар. Округ коммуны — Ангулем.
Код INSEE коммуны — 16328.
Коммуна расположена приблизительно в 430 км к юго-западу от Парижа, в 135 км южнее Пуатье, в 29 км к югу от Ангулема.

## Население
Население коммуны на 2008 год составляло 353 человека.
| 1962 | 1968 | 1975 | 1982 | 1990 | 1999 | 2008 |
| ---- | ---- | ---- | ---- | ---- | ---- | ---- |
| 308  | 286  | 289  | 290  | 326  | 351  | 353  |

## Экономика
В 2007 году среди 182 человек в трудоспособном возрасте (15—64 лет) 131 были экономически активными, 51 — неактивными (показатель активности — 72,0 %, в 1999 году было 68,3 %). Из 131 активных работали 120 человек (61 мужчина и 59 женщин), безработных было 11 (5 мужчин и 6 женщин). Среди 51 неактивных 17 человек были учениками или студентами, 17 — пенсионерами, 17 были неактивными по другим причинам.

## Летний фестиваль
С 2008 года в Сен-Лоран-де-Бельзаго каждое лето в августе проводится фестиваль современного циркового искусства и уличного театра Belzagot Circus.

## Фотогалерея

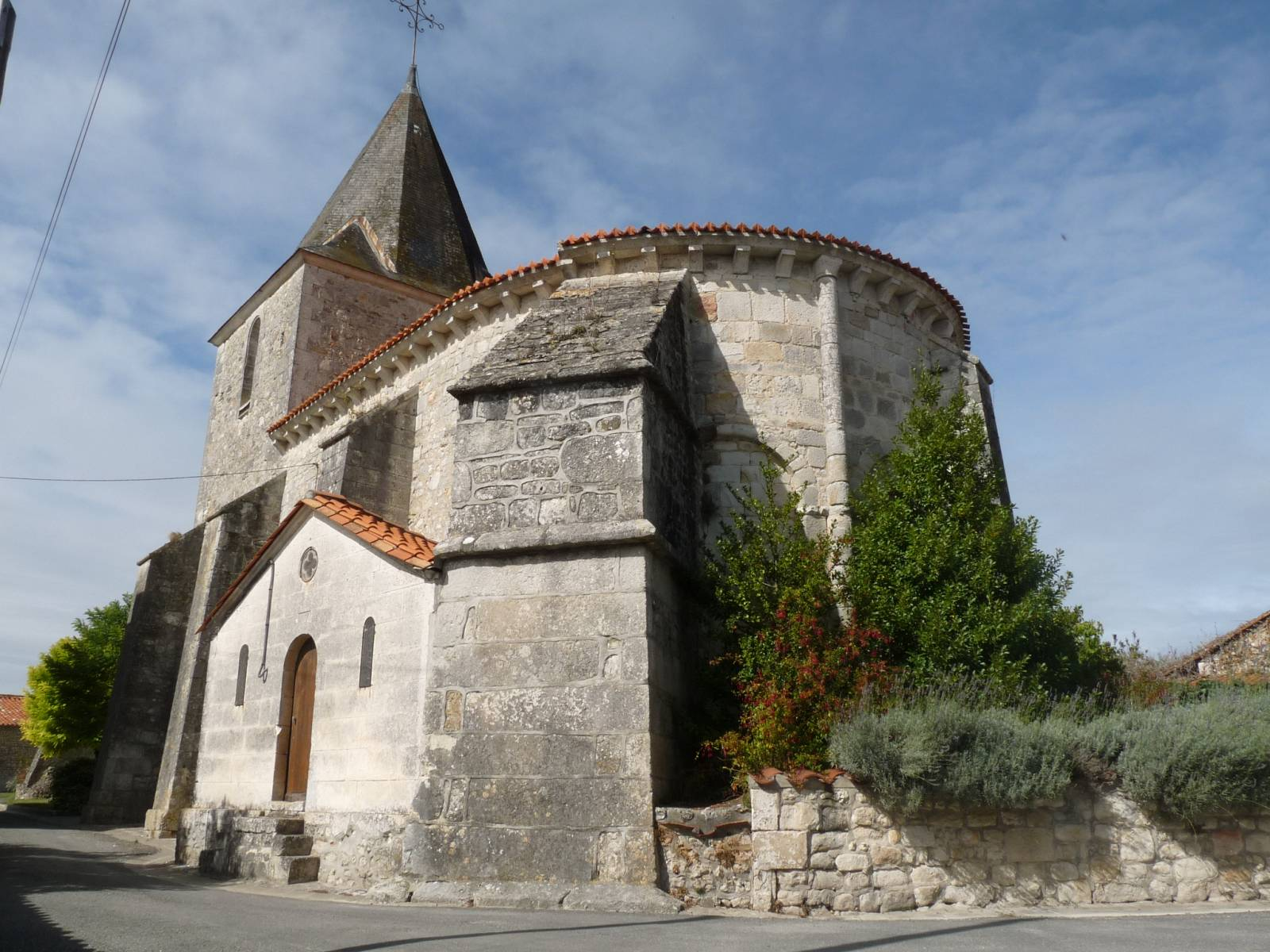
Церковь Сен-Лоран
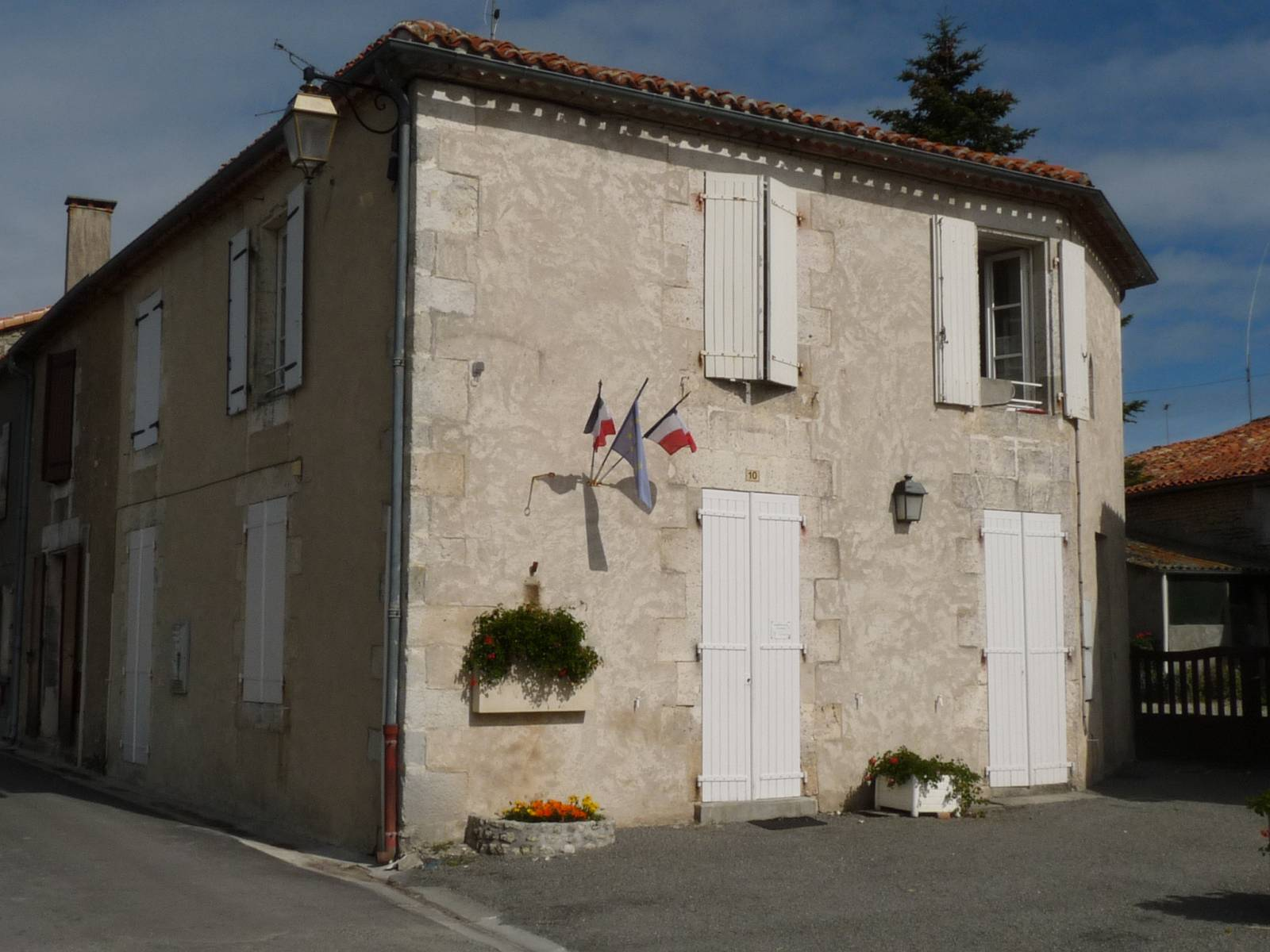
Мэрия
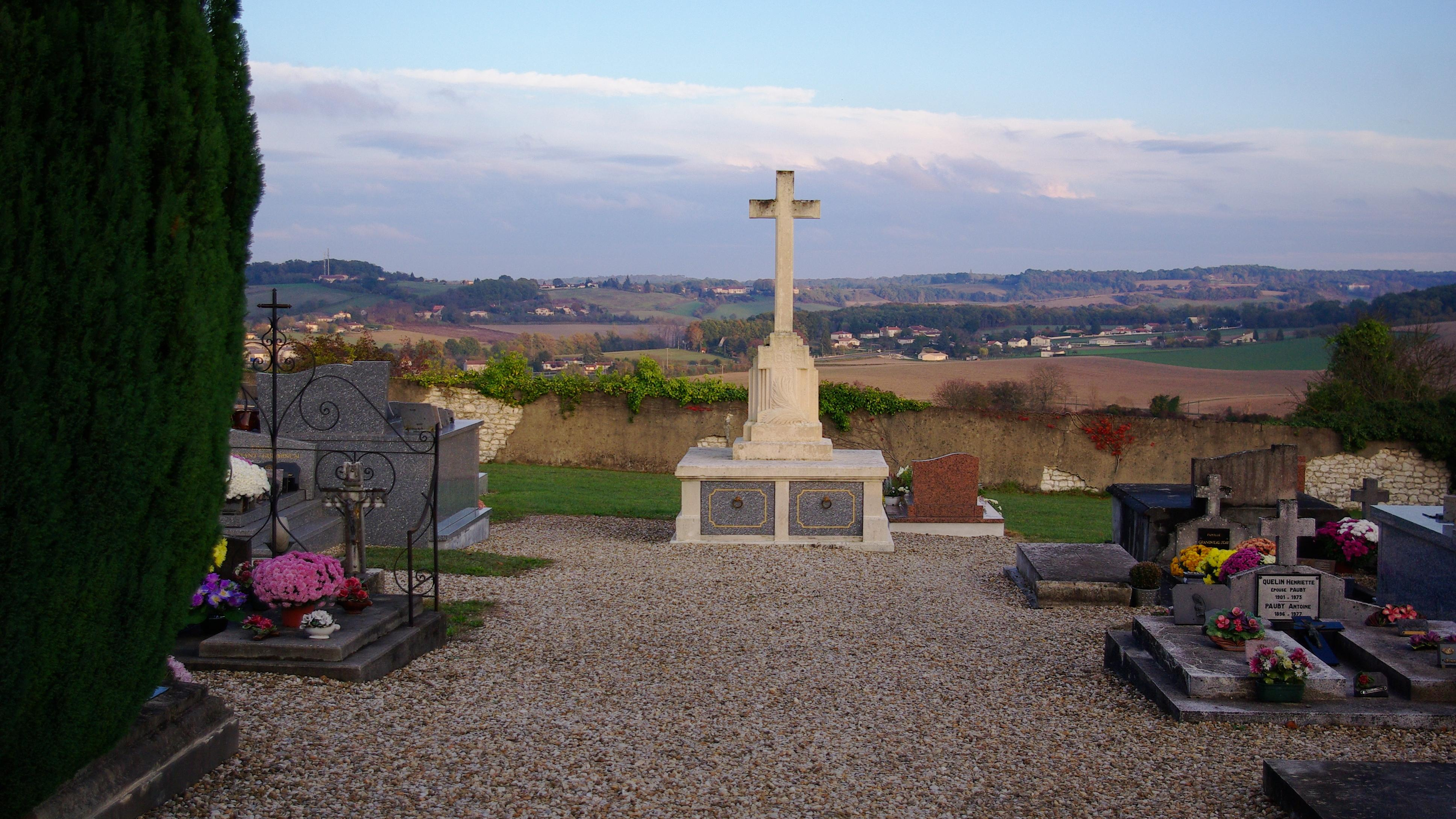
Кладбище
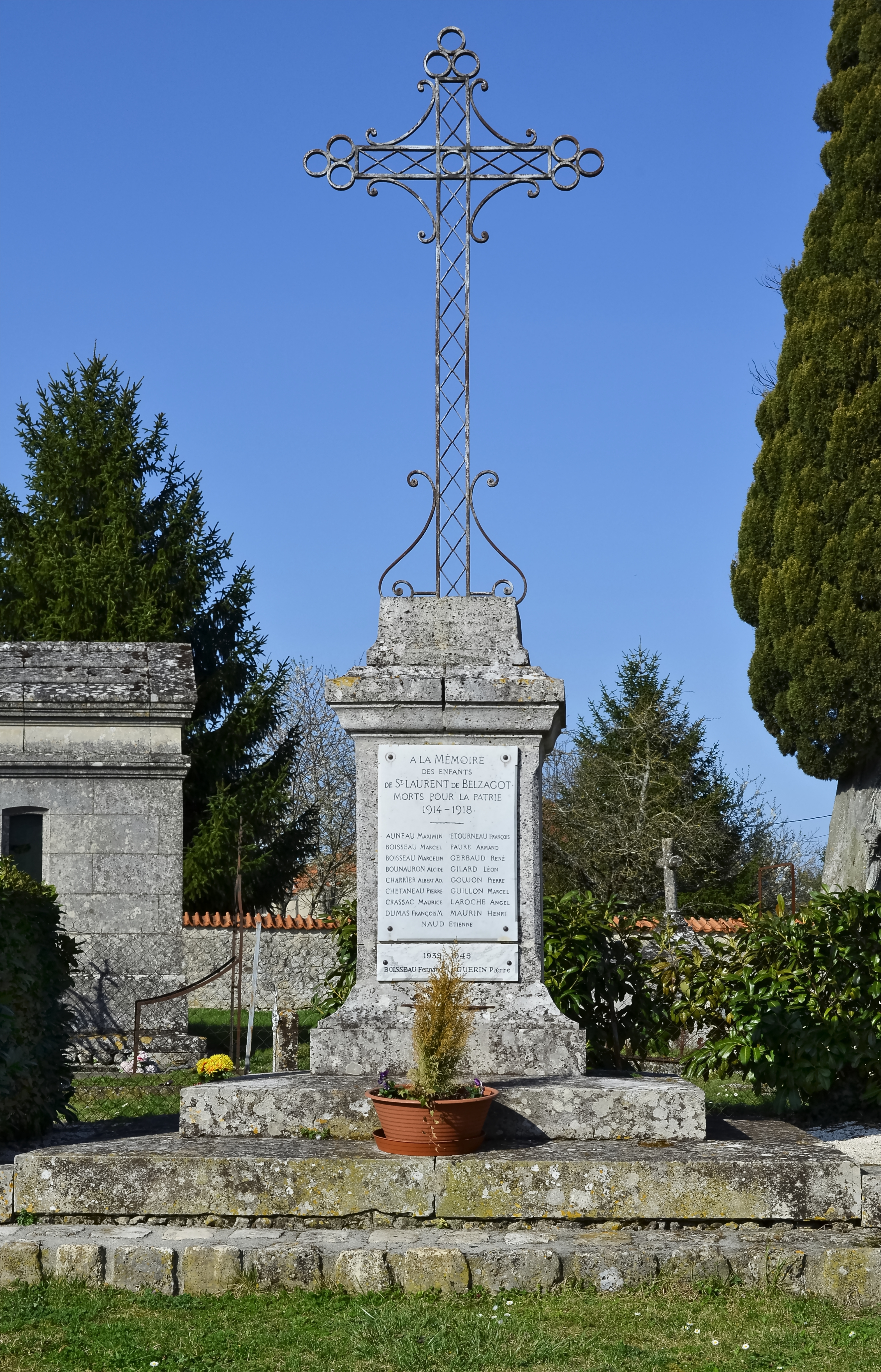
Военный мемориал